# Gil Eun-hye
Gil Eun-hye (en hangul, 길은혜; n. 5 de octubre de 1988-) es una actriz surcoreana.

## Carrera
Participó en la serie  Orange Marmalade (2015).

## Filmografía

### Series de televisión
- Hur Jun (1999)
- School 2013 (KBS2 / 2012-2013) - Gil Eun-hye (estudiante)
- Nail Shop Paris (MBC QueeN, 2013)
- Rosy Lovers (MBC / 2014-2015) - Joo-young
- Orange Marmalade (KBS2 / 2015) - Jo A-ra
- The Unusual Family (2016) - Kang Sam-wol
- Woman with a Suitcase (2016) - Yoo-ri
- Temperature of Love (SBS / 2017) - Lee Hyun-yi
- Coffee, Do Me a Favor (2018) - Kang Ye-na
- Angel's Last Mission: Love (KBS2 / 2019) - Geum Roo-Na
- Somehow Family (TV Chosun / 2021) - Ella misma
- La pensión romántica secreta (SBS, 2023) - Park Gwi-in.[3]

### Cine
- Tell Me Something (1999) - Soo-yeon
- Roommates (2006)
- Mother (2009)
- Little Black Dress (2011) - ayudante de escritor
- Horror Stories 2 (2013)
- There Is No Antidote (2013)
- "Orange Marmalade" (2016)